# Rak štitnjače
Rak štitnjače je rijedak karcinom, sporo raste i ima nisku smrtnost.
- Papilarni karcinom
- Folikularni karcinom
- Anaplastični karcinom
- Medularni karcinom